# Lövéte község
Lövéte község (románul: Comuna Lueta) község Hargita megyében, Romániában. Központja Lövéte, hozzá tartozik Kirulyfürdő.

## Népessége
A 2011-es népszámlálás adatai alapján a község népessége 3439 fő volt.